# Lonchopria porteri
Lonchopria porteri là một loài Hymenoptera trong họ Colletidae. Loài này được Ruiz mô tả khoa học năm 1937.